# Aleksandr Pecerski
Aleksandr Pecerski, cu numele complet Aleksandr Aronovici Pecerski (în rusă Алекса́ндр Аро́нович Пече́рский; n. 22 februarie 1909, Kremenciuk, gubernia Poltava⁠(d), Imperiul Rus – d. 19 ianuarie 1990, Rostov-pe-Don, RSFS Rusă, URSS), numit Sașa ori Sașko de camarazii lui, a fost un ofițer de rezervă evreu al Armatei Roșii în timpul celui de-Al Doilea Război Mondial. A fost făcut prizonier de germani, deținut mai întâi în lagăre de prizonieri de război, apoi într-un lagăr de concentrare și de muncă, iar după aceea în lagărul de exterminare Sobibor. A organizat împreună cu alți deținuți și a condus revolta și evadarea în masă din 14 octombrie 1943. Dintre cele câteva revolte din lagărele naziste, aceasta s-a dovedit a fi cea mai de succes în privința numărului celor care au reușit să evadeze (275) și numărul celor care au supraviețuit războiului (57). După evadare, Pecerski s-a alăturat unui detașament de partizani sovietici, apoi a continuat să lupte în Armata Roșie până când a fost grav rănit și demobilizat. Nu a fost onorat oficial pentru acțiunea sa din Sobibor decât la mult timp după moarte.

## Biografie

### Înainte de război
Tatăl lui Aleksandr Pecerski era angajat în cabinetul unui avocat, iar mama lui era casnică. Avea un frate și două surori. În 1915, familia s-a mutat la Rostov-pe-Don. În același timp cu studii secundare neterminate, tânărul Sașa a urmat cursurile unei școli de muzică, în clasa de pian. A început să lucreze în 1925 ca ajutor de contabil, apoi, în anii 1931-1933 și-a făcut serviciul militar obligatoriu, pe care l-a terminat cu un grad echivalent cu cel de fruntaș. S-a căsătorit în 1933, și în 1934 i s-a născut o fiică, Eleonora. În 1935 a început să lucreze ca angajat în serviciul administrativ al Institutului Financiar-Economic, care va deveni mai târziu Universitatea de Stat de Economie din Rostov. Era pasionat de muzică și de teatru, și conducea trupa de teatru amator a institutului, punând în scenă mici piese, compunând muzică pentru ele și jucând el însuși.
Pecerski nu se identifica drept evreu. Nu cunoștea limba idiș și soția lui era rusoaică, o cazacă de pe Don.

### În timpul războiului
Pecerski a fost mobilizat încă din 22 iunie 1941, prima zi a războiului cu Germania. Mai întâi a servit în statul major al batalionului, apoi în cel al regimentului, probabil la munca cu scriptele, dar a participat și la lupte. În septembrie a devenit ofițer cu gradul numit atunci de „tehnician-intendent de rangul 2”, echivalat mai târziu cu cel de locotenent.

#### Pecerski prizonier de război
Unitatea lui Pecerski a luptat începând cu luna iulie în împrejurimile Smolenskului, apoi în cele ale Viazmei, în care a fost încercuită, dar a continuat să lupte încă două săptămâni. Pecerski a fost inclus într-un mic grup cu misiunea de a-l scoate din încercuire pe comisarul politic al regimentului, care era grav rănit, dar membrii grupului au fost luați prizonieri la 12 octombie 1941. Conform directivelor Wehrmachtului și unui ordin din 6 iulie 1941, aplicat mai ales de la începutul războiului, germanii îi împușcau pe loc pe comisarii politici și pe evreii luați prizonieri. Pecerski nu va relata niciodată cum a scăpat de aceasta. Lev Simkin, un jurist care a făcut cercetări și a scris despre el, presupune că Pecerski și-a putut ascunde originea etnică, pentru că nu se distingea nici prin fizic, nici prin vreun accent străin în vorbirea limbii ruse de ceilalți, și niciunul dintre aceștia nu l-a denunțat.
Pecerski a fost deținut mai întâi în lagăre de prizonieri din Viazma și din Smolensk. Germanii nu aplicau în cazul sovieticilor convențiile internaționale privitoare la tratarea prizonierilor de război, și condițiile detenției erau inumane. Pecerski s-a îmbolnăvit de tifos. Bolnavii neputincioși erau de obicei împușcați, dar datorită calităților sale fizice, el a putut să se prezinte la apeluri și să se vindece.
În mai 1942, Pecerski și patru camarazi au evadat, dar au fost prinși în aceeași zi. Din fericire nu au fost uciși, ci duși într-un lagăr de pedeapsă la Borisov. La 10 august 1942 au fost duși la Minsk, unde, la un control medical, Pecerski, fiind circumcis, a fost identificat ca evreu, ca și alți opt camarazi ai lui.

#### Pecerski deținut evreu
Cei nouă evrei au fost închiși într-un subsol complet întunecat, cu 100 de grame de pâine și o ceașcă de apă pe zi. Se așteptau să fie uciși, dar după zece zile au fost scoși de acolo și nu au fost omorâți, pentru că germanii aveau nevoie de ei ca forță de muncă. Au fost duși într-un lagăr de muncă din oraș al SS-ului, în care erau în majoritate civili evrei, inclusiv femei și copii, precum și unii neevrei deținuți pentru diverse motive. La înregistrare, Pecerski a mințit, declarând că este tâmplar. Deținuții fără calificări necesare SS-iștilor trebuiau să facă din zori până în noapte, munci istovitoare, mai ales pentru oameni foarte subnutriți. Deținuții sufereau și de sadismul personalului lagărului. Membrii acestuia ucideau deținuți pentru cele mai diverse motive și sub cele mai diverse pretexte. Pecerski se gândea să evadeze și nu își ascundea intenția față de alți deținuți. În lagăr era o organizație clandestină care avea relații cu partizanii din regiune. Un deținut kapo⁠(d), numit supraveghetor al grupului de deținuți din care făcea parte Pecerski, deținutul numit șef al barăcii acestuia și deținuta dactilografă a administrației lagărului erau membri ai organizației. Aceasta scotea deținuți din lagăr declarându-i morți. După ce a constatat că poate avea încredere în Pecerski, kapoul i-a dezvăluit activitatea lui, i-a spus să nu vorbească despre intenția sa și să nu încerce să evadeze, promițându-i că-i va veni rândul să fie scos din lagăr, ca să meargă la partizani. Nu s-a întâmplat așa, căci într-o zi, Gestapoul l-a luat pe kapo.
La peste un an de când Pecerski era deținut la Minsk, la 18 septembrie 1943, evreii din lagăr, circa 2.000, printre care Pecerski și alți foști prizonieri de război au fost îmbarcați într-un tren de marfă, înghesuiți câte 70-80 într-un vagon. Li se dăduseră 300 de grame de pâine și duceau cu ei apă și ceva alimente de care putuseră face rost. Transportarea lor a durat patru zile fără să se deschidă niciodată vagoanele, deci fără să primească nici apă, nici mâncare, și fără să-și poată scoate dejecțiile din vagoane.

##### La Sobibor
Trenul a sosit la 22 septembrie la lagărul Sobibor. Li s-a dat apă și au fost din nou închiși în vagoane peste noapte. A doua zi i-au dat jos din tren pe rampa de lângă calea ferată și au fost selectați mai întâi cei care, la cererea SS-iștilor, s-au declarat dulgheri și tâmplari, printre care și Pecerski, apoi cei care s-au declarat meșteșugari, de exemplu croitori, plus până la 80 de bărbați dintre cei mai apți de muncă fizică. Toți ceilalți au fost uciși în camerele de gazare.
Lagărul era înconjurat de pădure. La început, Pecerski a fost inclus într-o echipă care tăia copaci într-un viitor sector al lagărului, unde se construiau barăci.

###### Revolta
În lagăr, câțiva deținuți dintre cei folosiți la diverse munci formaseră un comitet clandestin care discuta planuri de evadare, pentru că ajunseseră la concluzia că lagărul fiind de exterminare, până la urmă toți vor fi uciși, dar până spre sfârșitul lui septembrie nu reușiseră să ia o decizie despre cum să procedeze. Pecerski, bine clădit și înalt de doi metri, i-a impresionat cu aspectul lui fizic, calitatea lui de ofițer, demnitatea cu care se purta față de SS-iști și autoritatea pe care o avea asupra camarazilor săi sovietici. De aceea, l-au cooptat pe Pecerski în pregătirea evadării, încredințându-i și comanda acțiunilor.
Comitetul profita de faptul că în lagărul acela, femeile și bărbații se puteau aduna împreună seara, după programul de lucru, și duminecile, după programul scurtat la jumătate. Se creau chiar și relații de dragoste în lagăr. Se gândeau că SS-iștii se așteaptă ca sovieticii să încerce să evadeze, de aceea, pentru a nu trezi bănuielile SS-iștilor în legătură cu conspirația lor, lui Pecerski i-au făcut cunoștință cu deținuta Gertrude Poppert⁠(d), originară din Germania, pe care el a numit-o Luka, și care trebuia să-i servească drept acoperire, căci adunările comitetului aveau loc în baraca femeilor. Cei doi se afișau împreună în exteriorul barăcilor, ca și cum ar avea o relație de dragoste. Comunicau cu greu între ei cu puțina germană pe care o știa Pecerski, dar s-au împrietenit. După cum va spune Pecerski după război, relația lor a fost numai de prietenie.
Date fiind condițiile de care profitau, conspiratorii care pregăteau evadarea s-au putut aduna de suficiente ori ca să discute amănunțit posibilitățile de care dispuneau, diversele propuneri de planuri de evadare, precum și planul pe care l-au stabilit în final. Au ajuns la concluzia că singura soluție acceptabilă era să ucidă cât mai mulți SS-iști posibil și ca toți care puteau și voiau să evadeze să o facă în masă. O chestiune delicată era că trebuiau să implice un număr suficient de deținuți în pregătiri, dar fără a crea ocazia unei trădări și că, din același motiv, evadarea putea fi anunțată tuturor deținuților numai când se vor aduna pentru apel. Conspiratorii mai știau și că mulți deținuți vor fi uciși în timpul evadării și mulți după aceea, fiind probabil că vor fi uciși și deținuți care nu vor vrea să evadeze. Totuși, considerau preferabil ca cel puțin o parte din ei să aibă șansa de a rămâne în viață, decât ca toți să fie omorâți dacă nu vor evada.
Ca să-i lichideze pe SS-iști, conspiratorii contau pe obiceiul acestora de a-și procura obiecte de care aveau poftă, dintre lucrurile deportaților nou aduși, sortate de deținuții folosiți la această activitate, și de acela de a-și comanda lucruri confecționate de deținuți meșteșugari. SS-iștii urmau să fie uciși în secret, în ateliere, barăci de sortare, într-un garaj și într-un birou.
Revolta a început la 14 octombrie 1943, la ora 16, cu o oră înainte de apelul de după-amiază. Pecerski stătea în atelierul de tâmplărie, unde primea rapoartele celorlalți conspiratori, lua hotărâri și dădea ordine. Rapoartele și ordinele erau transmise prin adolescenți care aveau rolul de curieri.
Până la apel au fost uciși zece SS-iști, cu topoare, ciocane și cuțite, la care deținuții aveau acces datorită muncilor pe care trebuiau să le facă. Pistoalele lor au fost luate de sovietici. Un conspirator reușise să fure și trei puști, și cartușe.
Conspiratorii n-au putut să-și urmeze tot planul până la apel. S-a dat semnalul pentru acesta ca de obicei, toți deținuții s-au adunat și Pecerski le-a strigat să evadeze cu toții. Cei care voiau s-o facă s-au năpustit către poarta lagărului și către două locuri în care să treacă peste gard. SS-iștii rămași în viață și gardienii au încercat să-i oprească trăgând în ei. Deținuții cu arme au tras și ei. Unii fugari au fost uciși de gloanțe, alții care au trecut rupând gardul – de explozia minelor din câmpurile de mine care înconjurau aproape tot lagărul.
Conform concluziilor cercetărilor istoricului polonez Marek Bem, în momentul revoltei erau în lagăr în jur de 500 de deținuți, dintre care 275 au reușit să evadeze și 41 au fost uciși de gloanțe sau de explozia minelor. Nu au vrut sau n-au mai putut să evadeze 184 de deținuți. Până la urmă au fost uciși doisprezece SS-iști, un subofițer al gardienilor și un gardian, iar un alt SS-ist a fost grav rănit. Au rămas în viață cinci sau șase SS-iști și restul gardienilor de serviciu în ziua aceea.
După evadare, în ziua aceea și a doua zi au fost împușcați de către personal și de grupuri din unități militare venite acolo, toți deținuții rămași în lagăr. În același timp s-a declanșat căutarea evadaților. Marek Bem ajunge la concluzia că în final au fost uciși 186 de evadați, despre 32 nu se știe care le-a fost soarta, și 57 au supraviețuit războiului.

### Pecerski după evadare
Evadații nu putuseră avea decât planuri foarte vagi pentru după evadare. Erau în voia soartei, putând conta numai pe norocul de a da peste oameni care să-i ajute cu o ascunzătoare și hrană. Pecerski și opt camarazi ai săi s-au îndreptat spre est, ca să ajungă la partizani care luptau în Belarus. Au mers și au dormit timp de cinci zile și nopți ascunzându-se pe cât posibil în păduri. În a șasea seară au fost primiți în casa izolată a unei familii de țărani care le-au dat pâine și i-au îndrumat pe unde să treacă râul Bug. L-au trecut în acea noapte, au mai mers trei zile și nopți prin păduri din Belarus și au dat peste partizani la 22 octombrie. După câteva zile, aceștia le-au spus că nu primesc evrei, le-au luat armele și le-au spus să plece. După aceea, membrii grupului lui Pecerski au fost primiți de alte detașamente de partizani.
În detașamentul lui de partizani, Pecerski a făcut parte dintr-un grup de diversiune care arunca în aer trenuri germane. A luptat aici până la sfârșitul lui martie 1944, când a ajuns Armata Roșie în regiune și i-a înglobat pe partizani.
Pecerski a fost trimis în spatele frontului, la un regiment de ofițeri de rezervă. Doritor să aducă mărturie despre ce a trăit, a scris în iunie 1944 o primă versiune a amintirilor din Sobibor, sub titlul „Secretul lagărului Sobibor”.
Conform ordinului nr. 270 semnat de Stalin în august 1941, militarii sovietici care se predau, chiar dacă unitatea lor era încercuită, erau considerați dezertori și trebuia să fie executați pe loc. Pentru militarii care au fost prizonieri și s-au întors în armată sau au fost eliberați de aceasta, era valabilă o decizie din decembrie 1941 a Comitetului de Stat al Apărării, conform căreia erau supuși unor verificări de către serviciile de contraspionaj privind împrejurările în care fuseseră capturați și deținuți. Foștii prizonieri aveau destine diverse. Unii erau trimiși înapoi în unitățile lor, precum câțiva camarazi ai lul Pecerski, alții în unități combatante disciplinare, iarăși alții erau condamnați la detenție în lagăre de muncă.
Pecerski a făcut parte din altă categorie. A fost supus verificărilor în tabăra specială nr. 174 a NKVD, în care s-a aflat din 25 iunie până în 10 iulie 1944. Acolo, în ciuda activității dovedite prin acte în detașamentul de partizani, a fost inclus într-un contingent special de ofițeri considerați vinovați că au fost luați prizonieri. Aceștia au fost trimiși într-o unitate numită „batalionul special 15 de asalt”. Asemenea unități erau constituite conform ordinului din 1 august 1943 al Comisariatului Poporului pentru Apărare, „pentru a da membrilor corpului de comandă care au fost mult timp pe teritoriul ocupat și nu au făcut parte din detașamente de partizani, posibilitatea de a dovedi cu arma în mână devotamentul lor față de Patrie”. Aceste unități erau folosite, ca și cele disciplinare, în sectoarele cele mai periculoase ale frontului și ofițerii din ele trebuiau să lupte în ele timp de două luni ca simpli soldați. Pecerski a fost grav rănit la 20 august 1944, în împrejurimile orașului Bauska din Letonia, luptând ca trăgător cu pistol-mitralieră. A primit de la batalion un certificat în care era menționat că „și-a răscumpărat cu sânge vina față de Patrie”.

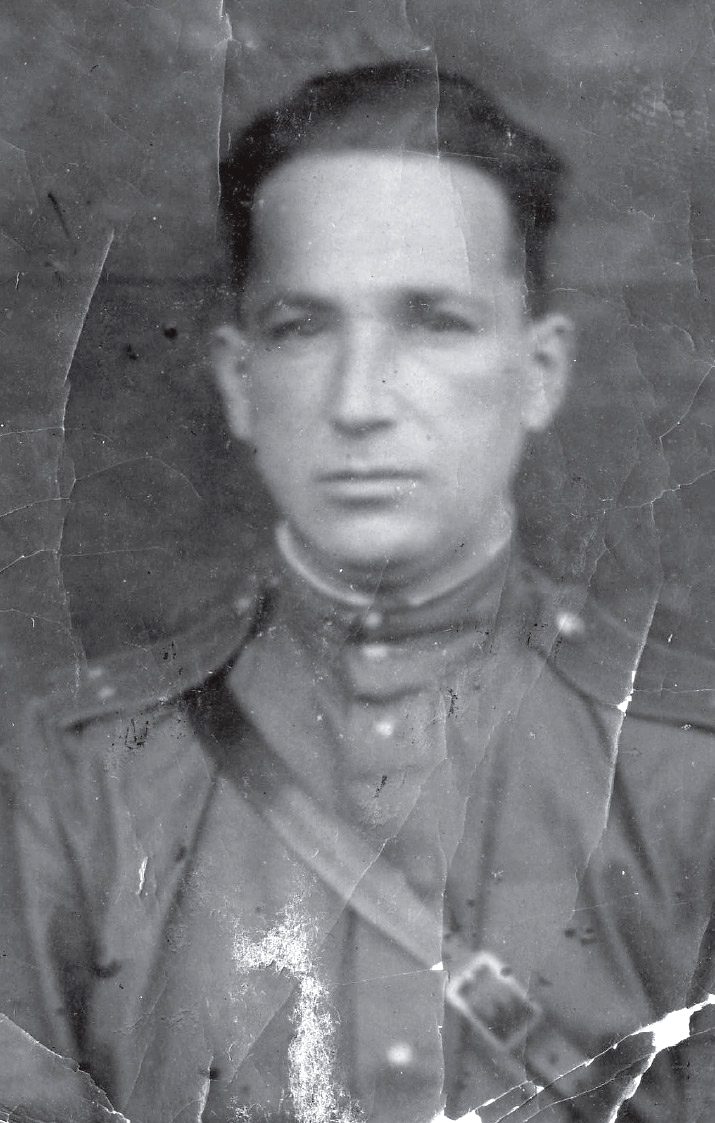
Aleksandr Pecerski locotenent în 1944

Pecerski a stat multă vreme în unități medicale, mai întâi într-un spital din orașul Kolomna, unde a cunoscut-o pe viitoarea lui a doua soție, o angajată în administrație. Acolo a scris în revista manuscrisă a spitalului un articol despre experiența sa. A relatat de asemenea despre revoltă într-o scrisoare adresată în septembrie 1944 secretarului guvernului URSS și într-un raport trimis în octombrie președintelui Comisiei de Stat extraordinare însărcinată să cerceteze atrocitățile comise de invadatorii naziști și complicii lor. N-a primit răspuns la acestea.
Primul text publicat despre revolta din Sobibor și conducătorul acesteia nu a fost scris de Pecerski. Era un articol publicat în numerele din 16 și 19 august 1944 ale ziarului Sokol Rodinî sub titlul „Uzina morții din Sobibor”, reluat în numerele din 2 septembrie 1944 ale ziarului Krasnaia Armia al Frontului I Belarus și al ziarului central Komsomolskaia Pravda. Informațiile despre Sobibor, revoltă și Pecerski fuseseră date în Polonia de către trei evadați identificați ulterior. Îl cunoșteau pe Pecerski numai cu diminutivul prenumelui său, și se întrebau dacă mai trăiește oare Sașko. Pecerski a citit articolul în Komsomolskaia Pravda, fiind în spital, și a răspuns la el printr-un text apărut în același ziar la 31 ianuarie 1945, cu titlul „Revolta din lagărul morții Sobibor”.
În primăvara lui 1945, la Rostov-pe-Don a apărut broșura lui Pecerski Восстание в Собибуровском лагере (Revolta din lagărul Sobibor). Aceasta a fost tradusă în limba idiș în 1946.
În aprilie 1945, scriitorii Pavel Antokolski și Veniamin Kaverin au publicat în numărul 4 al revistei Znamia un articol cu titlul „Revolta din Sobibor”, bazat pe manuscrisul lui Pecerski din iunie 1944. Acest articol a fost inclus într-un volum întitulat Cartea neagră, ai cărei coordonatori erau Ilia Ehrenburg și Vasili Grossman. Fragmente din ea au apărut în traduceri în afara URSS, în 1946. Trebuia să apară în această țară în 1947, dar a fost interzisă, deoarece era axată pe holocaustul evreilor, or poziția oficială era că nu trebuie distinse victimele evreiești ale crimelor naziste de victimele lor în general. Deja în cartea lui Pecerski, cuvântul „evreu” este total absent, deși la Sobibor erau exterminați numai evrei, pentru că erau evrei, iar evadații erau de asemenea evrei. Cuvântul „evreu” a putut scăpa cenzurii numai în ediția în limba idiș a cărții. Era un semn prevestitor al campaniei care a durat din 1948 până la moartea lui Stalin din 1953, numită împotriva „cosmopoliților fără țară”, care va afecta mulți evrei.

### După război
Pecerski s-a întors la Rostov în septembrie 1945. A divorțat de prima soție și s-a căsătorit cu femeia cunoscută la spital. A lucrat mai întâi la același institut ca înainte de război, ca director adjunct al serviciului administrativ, inclusiv reorganizând trupa de teatru amator, apoi în administrația Teatrului de Comedie Muzicală.

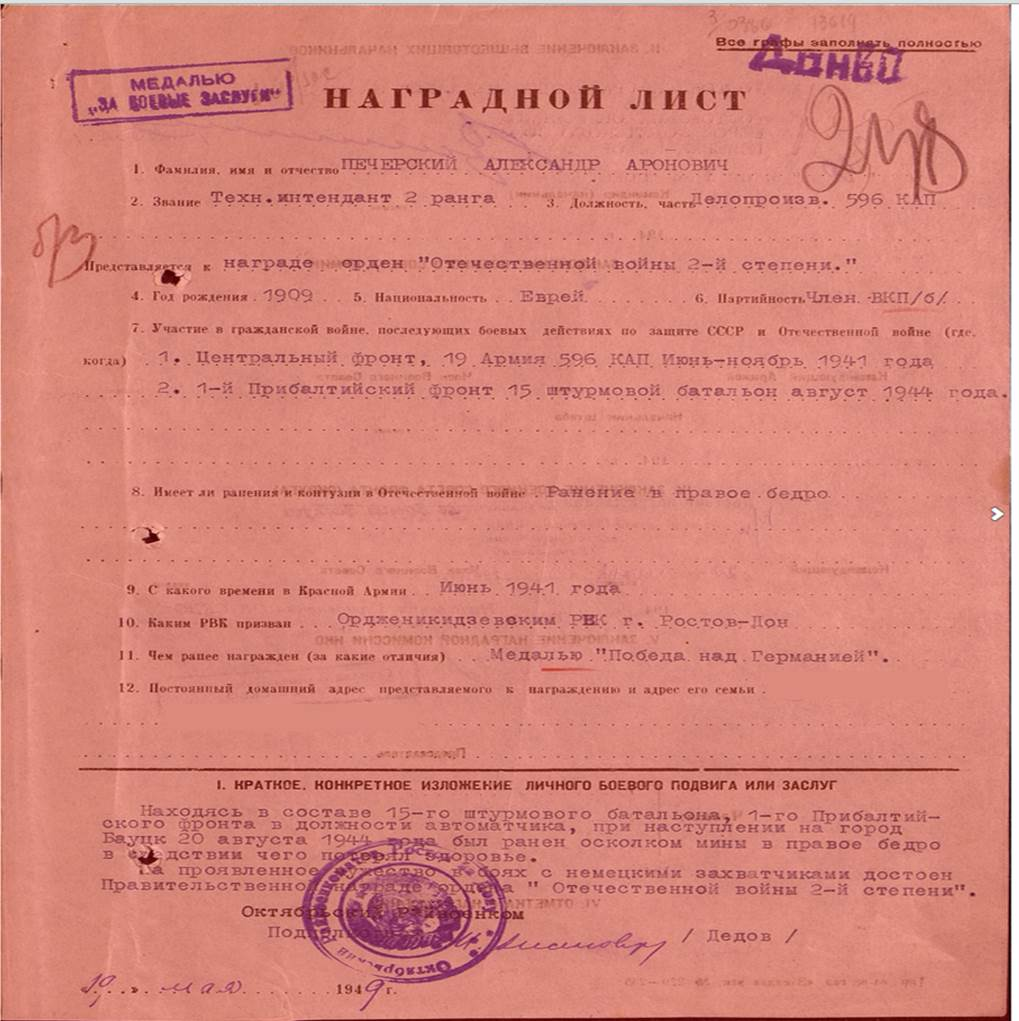
Rectoul documentului în care se propune pentru Pecerski

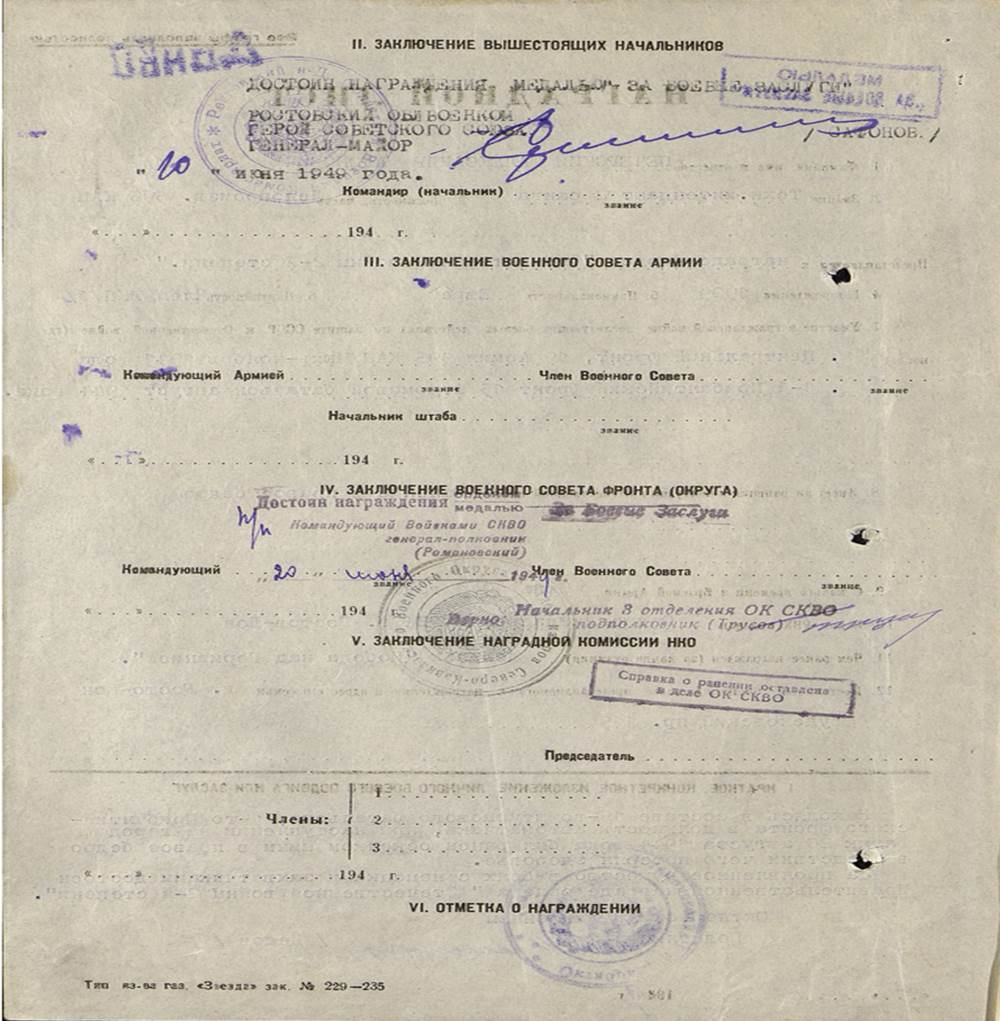
Versoul aceluiași document cu aprobarea pentru

După război, Pecerski a primit, ca toți militarii care au luptat pe front, Medalia „Pentru Victoria asupra Germaniei în Marele Război Patriotic 1941-1944”⁠(d). În 1947 a fost primit în Partidul Comunist. În 1949, un organism militar raional l-a propus pentru decorarea cu Ordinul Războiul pentru Apărarea Patriei⁠(d) clasa a II-a, dar organismul regional, superior, a aprobat să primească numai Medalia „Pentru Merit în Luptă”⁠(d), care i-a fost înmânat în 1951. Totuși, nici el, nici jurnaliștii sau scriitorii nu mai puteau să se exprime public despre Holocaust, despre revolta din Sobibor și rolul lui Pecerski în aceasta.
În 1952, Pecerski a fost judecat cu o acuzație neîntemeiată, după cum afirma el și familia lui, pe care ei o puneau în legătură cu campania împotriva „cosmopoliților fără țară”, aceea că, lucrând în administrația teatrului, ar fi deturnat pentru el bani din vânzarea biletelor. A fost sancționat numai cu excluderea din partid, concedierea de la teatru și interdicția de a lucra într-un post cu răspundere financiară. Până în 1953, familia lui a trăit din salariul modest al soției sale.
În 1953, Pecerski a găsit de lucru ca muncitor într-o cooperativă de fierărie și mecanică. În 1956 lucra ca muncitor într-o cooperativă de rame de tablouri. Până la urmă a ajuns muncitor într-o uzină de construcții de mașini, unde a rămas până la pensionare. A cerut să fie reprimit în partid și să fie reabilitat de justiție, dar în zadar.
În 1961, Pecerski a devenit deputat în consiliul raionului Rostov-pe-Don
În 1962 a fost martor al acuzării la procesul de la Kiev al unor foști gardieni de la Sobibor.

#### Un început de recunoaștere
În 1956 a fost condamnată oficial atitudinea din vreamea lui Stalin față de foștii prizonieri de război sovietici. Apoi, mai ales la începutul anilor 1960 s-a încurajat oficial popularizarea amintirilor despre război. Au apărut din nou articole de presă și cărți în care se amintea despre revolta din Sobibor și Pecerski. Acesta putea să vorbească despre ceea ce a trăit jurnaliștilor, la radio, la televiziune, în biblioteci, în case de cultură, în școli. În una din ele, un detașament de pionieri a luat numele lui. Cartea lui a fost republicată de un ziar. În 1964, scriitorii Valentin Tomin și Aleksandr Sinelnikov au publicat o carte despre revoltă. Înainte de aceasta,Tomin l-a ajutat să-și găsească șase camarazi din Sobibor care mai trăiau în URSS. Pecerski i-a adunat la el pe toți, prima oară în 1963. Se vor aduna tot la el din cinci în cinci ani, împreună cu familiile lor. De când a început să fie cunoscut în țară, Pecerski a colecționat și clasat tot ce găsea și i se trimitea despre Sobibor, a primit și a scris multe scrisori, a corespondat cu foști camarazi de evadare, jurnaliști, scriitori, din URSS și din alte țări.

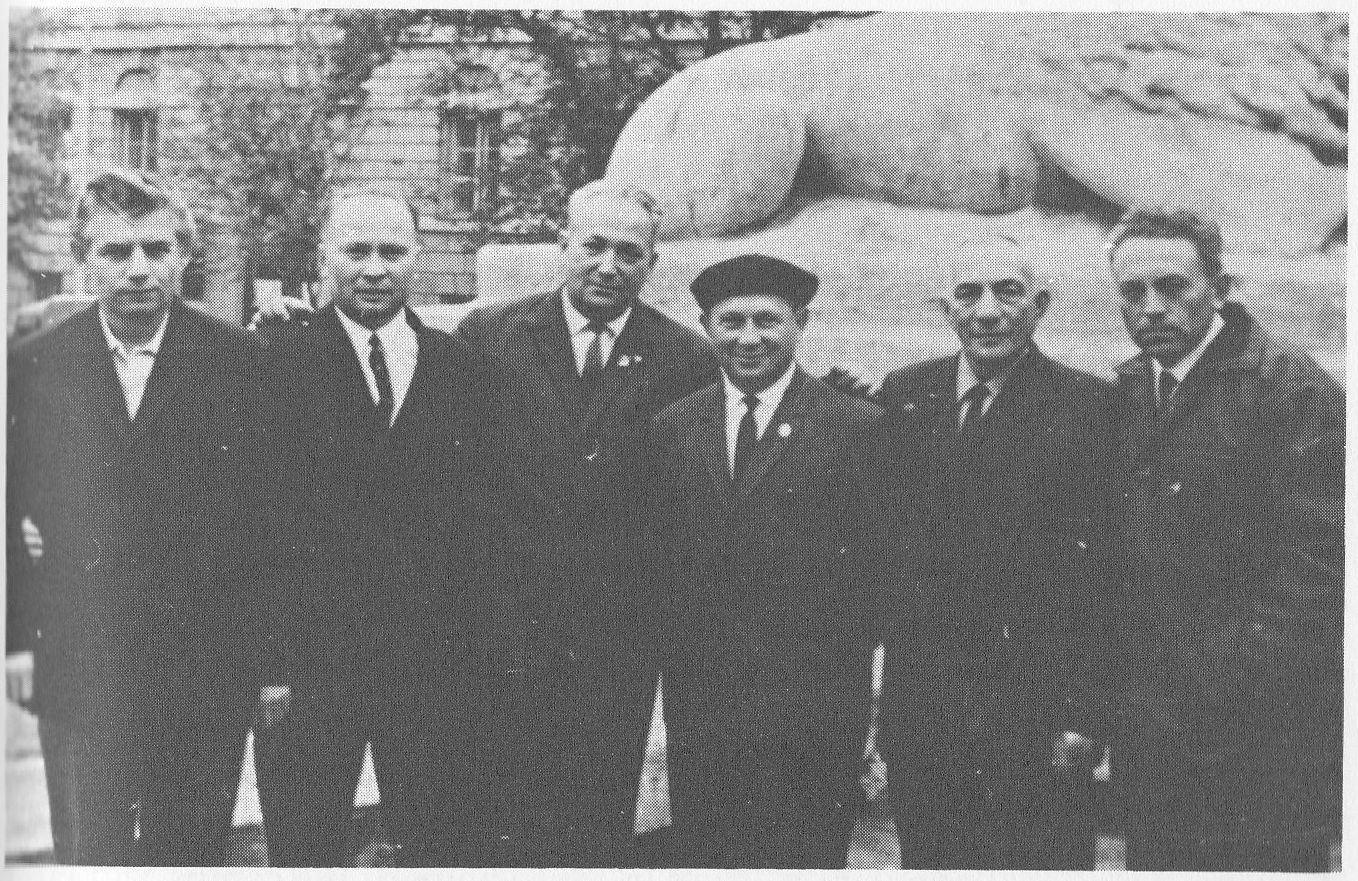
Veterani din Sobibor la Rostov, la a 25-a aniversare a revoltei. Pecerski este al III-lea din stânga.

Pecerski nu a fost lăsat să călătorească în străinătate. În 1964 nu a putut merge în Israel, la invitația camarazilor de evadare emigrați acolo, și la cea a Yad Vashem, cu ocazia unei comemorări. În 1965, când a fost invitat la prima comemorare care a avut loc pe locul fostului lagăr Sobibor, cererea lui a fost refuzată. În 1973 a cerut ca el și camarazii lui să poată merge în Polonia, la a 30-a aniversare a revoltei, și a întâmpinat un nou refuz.
A apărut un interes pentru Pecerski în Occident, în urma procesului a doisprezece foști SS-iști de la Sobibor, ținut la Hagen (Germania Occidentală), în 1965-1966. Fostul lui camarad de revoltă originar din Polonia și emigrat în Brazilia, Stanisław Szmajzner⁠(d), a scris despre el în memoriile sale publicate în 1968.
Scriitorul american Richard Rashke⁠(d), pregătind o carte despre revolta și evadarea din Sobibor, l-a întâlnit pe Pecerski de două ori la Moscova, în 1980. A fost însoțit de un alt camarad de evadare al lui Pecerski, evreul polonez Thomas Blatt⁠(d). Și el făcea cercetări despre Sobibor, pentru care a avut întrevederi cu Pecerski. Cartea lui Rashke a apărut în 1982 și va fi la baza scenariului filmului de televiziune Evadare din Sobibor al regizorului britanic Jack Gold, prezentat în 1987. Pecerski va fi invitat la premiera filmului, dar KGB-ul va face în așa fel, încât să nu poată pleca.

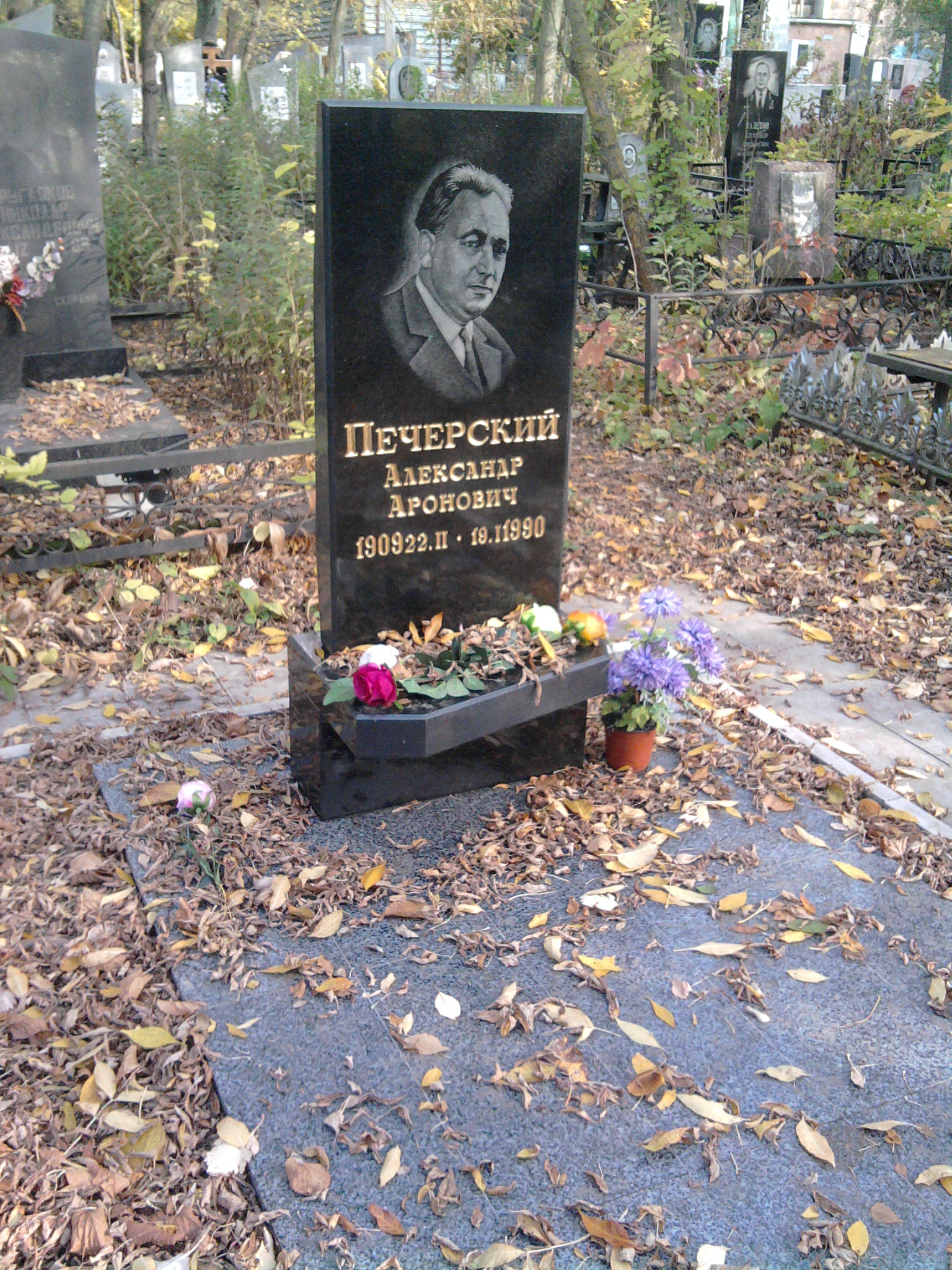
Mormântul lui Pecerski

Un supraviețuitor al altui lagăr nazist, istoricul evreu olandez Jules Schelvis⁠(d), a făcut de asemenea cercetări despre Sobibor, pentru care l-a întâlnit pe Pecerski la Rostov, în 1984, și a făcut o înregistrare video a întrevederii. Cartea lui va apărea prima oară în 1988.
Tot în 1984, judecători din Hagen au mers în URSS ca să înregistreze mărturiile lui Pecerski și ale unui camarad al său, pentru procesul în care urma să fie rejudecat un fost SS-ist din Sobibor.
În 1988 a apărut despre Sobibor și Pecerski romanul în limba idiș al scriitorului Mihail Lev⁠(d), tradus în rusă în 1989 cu titlul Длинные тени (Umbre lungi).
Pecerski a decedat la Rostov, la 19 ianuarie 1990.

## După moarte

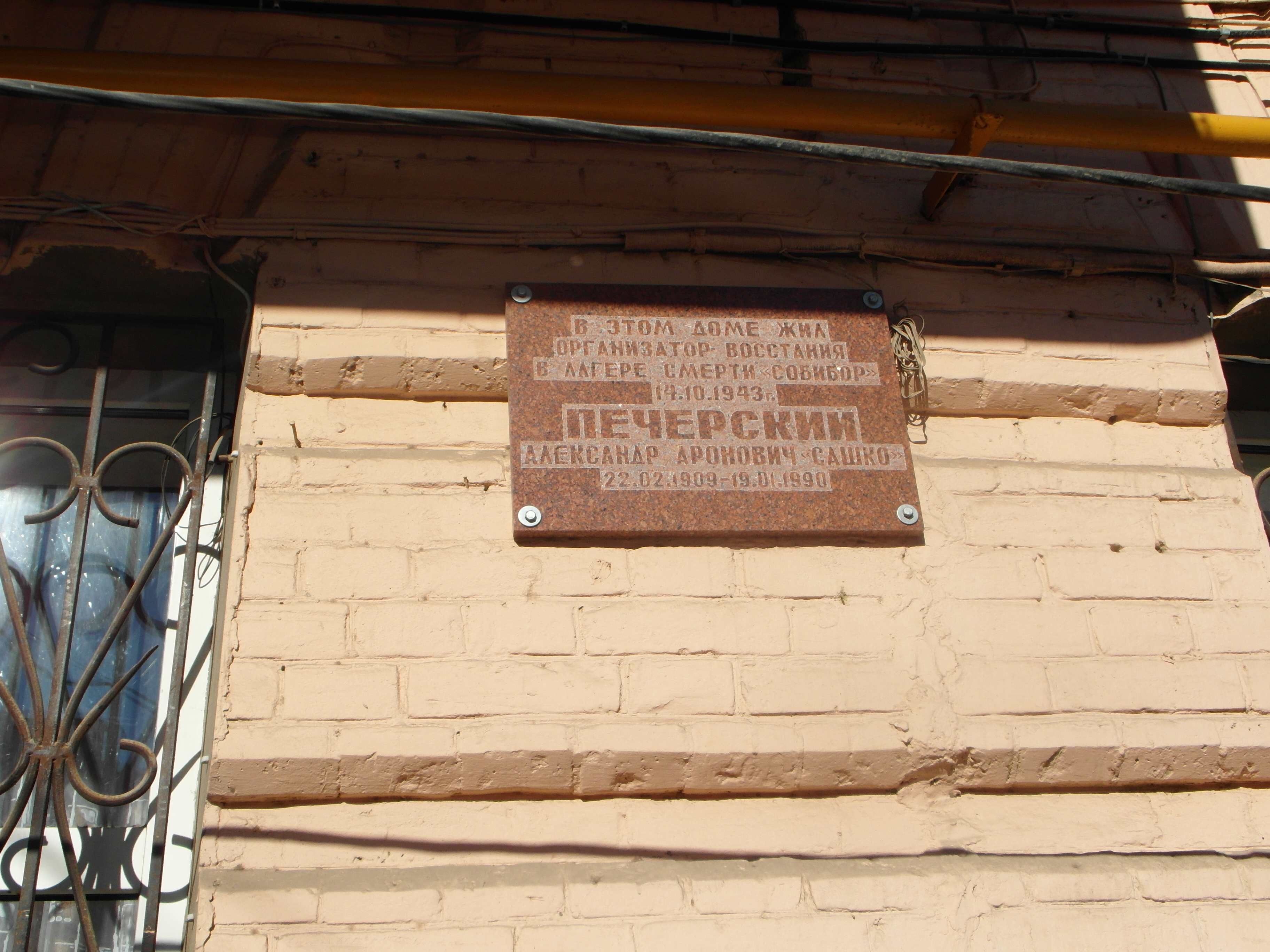
Placă memorială pe clădirea în care a locuit Pecerski

În URSS, apoi în Rusia nu au fost onorate oficial revolta și acțiunea lui Pecerski de la Sobibor, nici înainte, nici multă vreme după moartea sa. Abia în anii 2000 și 2010 s-au plasat plăci memoriale pe clădiri; s-a dat numele lui unei străzi din Rostov și uneia din Moscova; i s-a plasat o stea pe Aleea Stelelor din Rostov; o școală din Rostov a primit numele lui și i s-a ridicat un bust în curtea ei; un avion Boeing 737-800 al companiei Aeroflot a primit numele lui, precum și un tren care circulă între Moscova și Rostov.

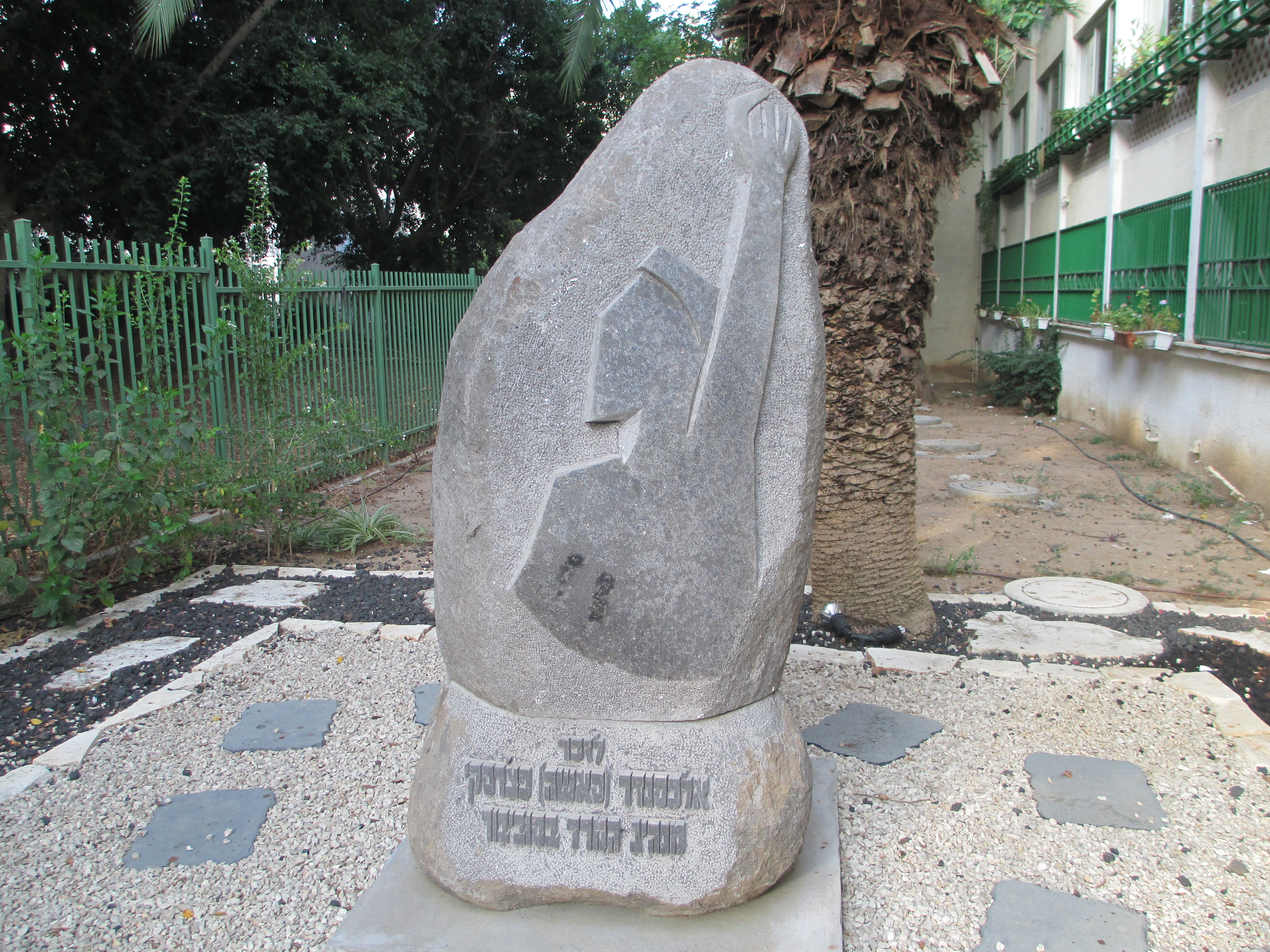
Piatră memorială la Tel-Aviv

În afara Rusiei sunt străzi cu numele lui Pecerski la Kremenciuk, orașul lui natal din Ucraina, și la Țfat, în Israel. Există și o piatră memorială dedicată lui la Tel-Aviv.
Prima decorație a lui Pecerski pentru rolul său în revolta de la Sobibor a fost Ordinul de Merit al Republicii Polone în grad de cavaler atribuită în 2013. În 2016 a fost decorat cu Ordinul Bărbăției⁠(d), înmânat nepoatei sale de către Vladimir Putin.

## Filme
- 1987 – filmul artistic Evadare din Sobibor, regizat de Jack Gold, cu Rutger Hauer în rolul lui Pecerski și Joanna Pacuła în cel al Lukăi[93];
- 1990 – filmul documentar sovieto-olandez Opstand in Sobibor (Revoltă la Sobibor)[94];
- 2001 – filmul documentar Sobibór, 14 octobre 1943, 16 heures de Claude Lanzmann[95];
- 2010 – filmul documentar Sobibor: The Plan, the Revolt, the Escape (Sobibor. Planul, revolta, evadarea)[96];
- 2010 – filmul documentar de televiziune rusesc Арифметика свободы (Aritmetica libertății)[97];
- 2013 – filmul documentar de televiziune rusesc Собибор. Непокорённые (Sobibor. Neînfrânții)[98];
- 2013 – filmul documentar rusesc Лейтенант Печерский из Собибора (Locotenentul Pecerski din Sobibor)[99];
- 2018 – filmul artistic rusesc Sobibor⁠(d), de Konstantin Habenski, care interpretează și rolul lui Pecerski[100];
- 2024 – filmul documentar de televiziune german Sobibor – Anatomie eines Vernichtungslagers (Sobibor – anatomia unui lagăr de exterminare)[101].